# Zjanna Friske
Zjanna Vladimirovna Friske (ryska: Жанна Владимировна Фриске), född 8 juli 1974 i Moskva, död 15 juni 2015 i Balasjicha i Moskva oblast, var en rysk fotomodell och sångerska.
Friske var en välkänd fotomodell i Ryssland. Åren 1996-2003 sjöng hon i tjejgruppen Blestjasjtjie där även hennes syster Natalja Friske var medlem 2007-2008.
År 2005 slog hon igenom med singelskivan "La, La, La" som sedan efterföljdes med albumet "Zjanna" den 18 september år 2005. 
I januari 2014 diagnostiserades Friske med långt framskriden hjärncancer. Hon ville inte behandlas med cellgifter eftersom hon var gravid och inte ville utsätta barnet för några risker. I april samma år föddes hennes son. Friske avled 40 år gammal den 15 juni 2015.

## Diskografi
- 2005 - Janna

## Filmografi
- 2004 - spelade häxan Alisa Donnikova i Nattens väktare (Ночной дозор, Notjnoj dozor )
- 2005 - spelade häxan Alisa Donnikova i Dnevnoj dozor (Дневной дозор)